# Bergsmanshytta
Bergsmanshytta, hytta för framställning av järn eller annan metall, ägd och driven av bergsmän, organiserade i ett hyttlag. Detta sätt att organisera hyttdriften har medeltida anor i Bergslagen. Från 1600-talet och framåt fick bergsmanhyttorna stark konkurrens av de framväxande bruken. Enstaka bergsmanshyttor var i drift ända in på 1900-talet.